# Capital Connection

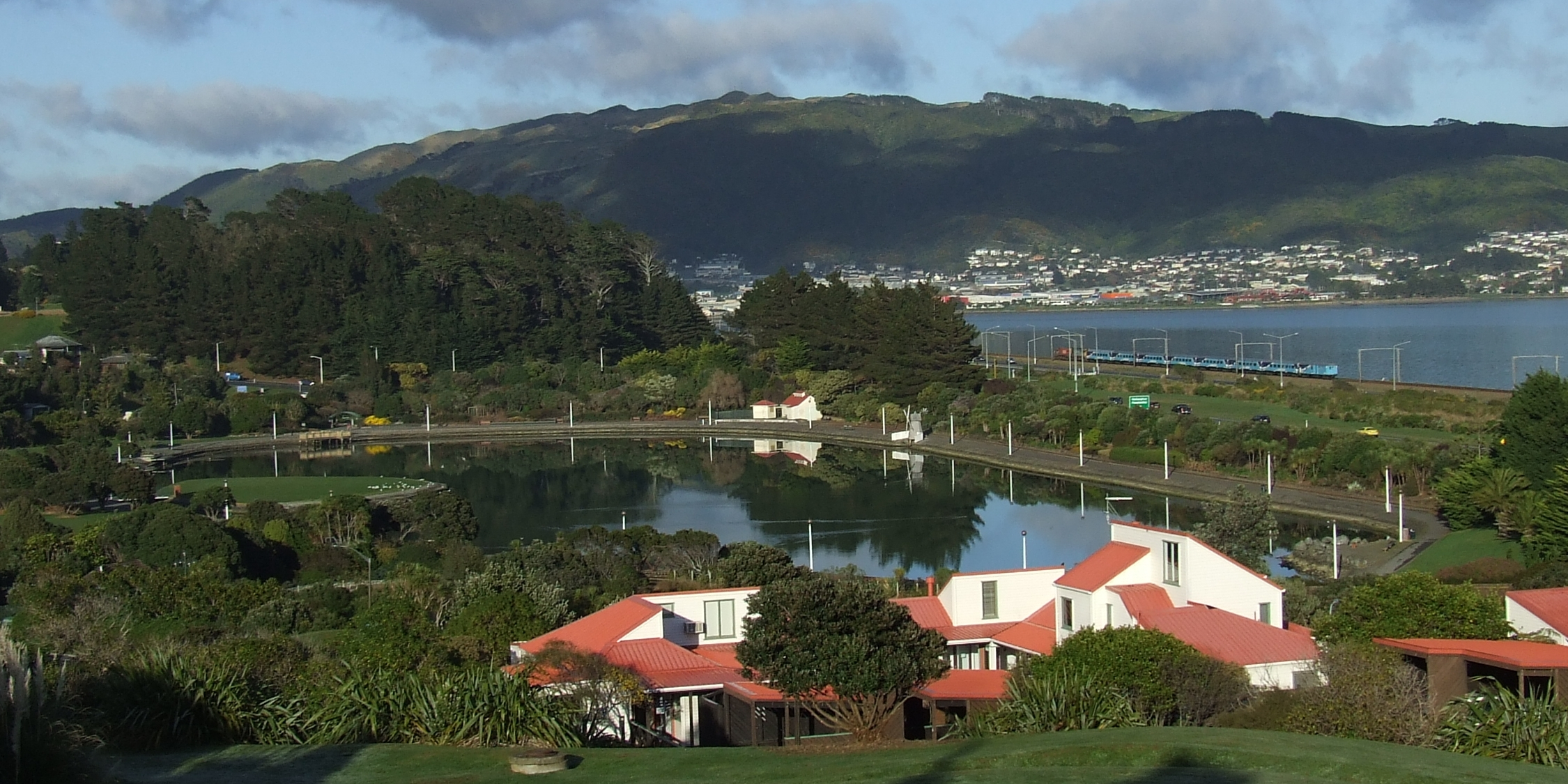
Capital Connection przejeżdża obok Aotea Lagoon i zmierza w kierunku Porirua

Capital Connection - dalekobieżny pasażerski pociąg kursujący w Nowej Zelandii, pomiędzy Palmerston North i Wellington na trasie North Island Main Trunk Railway. Jest obsługiwany przez korporację Tranz Scenic. Jego oryginalna nazwa to Cityrail Express. Rozpoczął pracę 15 kwietnia 1991.

## Operator
W latach 1991–2001 pociąg był obsługiwany przez firmę CityRail, później Tranz Metro. W 2001 roku, gdy firma Tranz Rail oddzieliła swoje interesy prywatne od tych dokonywanych na użytek publiczny, wykształciła się firma Tranz Scenic, która krótko po tym przejęła kontrolę nad pociągiem.

## Działanie
Pociąg działa od poniedziałku do piątku i kursuje między Palmerston North i Wellington (wyrusza z Palemrston do Wellington rankiem, zaś wraca wieczorem). 

### Działanie w weekendy
Pierwszy weekendowy kurs pociągu miał miejsce w niedzielę 19 czerwca 1994. W tym samym roku usługa została wycofana z powodu małego zainteresowania użytkowników.